# Olympische Sommerspiele 1984/Teilnehmer (Norwegen)
| Gelbes Symbol für Goldmedaillen mit stilisierten Olympischen Ringen | Graues Symbol für Silbermedaillen mit stilisierten Olympischen Ringen | Braundes Symbol für Bronzemedaillen mit stilisierten Olympischen Ringen |
| ------------------------------------------------------------------- | --------------------------------------------------------------------- | ----------------------------------------------------------------------- |
| —                                                                   | 1                                                                     | 2                                                                       |

Norwegen nahm an den Olympischen Sommerspielen 1984 in Los Angeles mit einer Delegation von 103 Athleten, 84 Männer und 19 Frauen, an 76 Wettbewerben in 17 Sportarten teil. Fahnenträger bei der Eröffnungsfeier war der Ruderer Alf Hansen.

## Medaillengewinner

### Silber
| Name        | Sportart       | Wettkampf        |
| ----------- | -------------- | ---------------- |
| Grete Waitz | Leichtathletik | Frauen, Marathon |

### Bronze
| Name                                 | Sportart | Wettkampf                      |
| ------------------------------------ | -------- | ------------------------------ |
| Dag Otto Lauritzen                   | Radsport | Männer, Straßenrennen          |
| Hans Magnus Grepperud & Sverre Løken | Rudern   | Männer, Zweier ohne Steuermann |

## Teilnehmer nach Sportarten

### Bogenschießen
- Jan Roger Skyttesæter
Männer, Einzel: 23. Platz

### Boxen
- Javid Aslam
Männer, Halbweltergewicht: 9. Platz

- Simen Auseth
Männer, Halbmittelgewicht: 17. Platz

- Magne Havnå
Männer, Schwergewicht: 16. Platz

### Fechten
- Paal Frisvold
Männer, Degen, Mannschaft: 11. Platz

- Nils Koppang
Männer, Degen, Einzel: 11. Platz
Männer, Degen, Mannschaft: 11. Platz

- Jeppe Normann
Männer, Florett, Einzel: 56. Platz

- John Hugo Pedersen
Männer, Degen, Einzel: 55. Platz
Männer, Degen, Mannschaft: 11. Platz

- Ivar Schjøtt
Männer, Degen, Mannschaft: 11. Platz

- Bård Vonen
Männer, Degen, Einzel: 16. Platz
Männer, Degen, Mannschaft: 11. Platz

### Fußball
Norwegen konnte durch den Boykott der DDR ins olympische Fußballturnier nachrücken, schied jedoch in der Vorrunde aus.
- Kader
  - Tor

1 Erik Thorstvedt
12 Ola By Rise
  - Abwehr

2 Svein Fjælberg
3 Terje Kojedal
4 Knut Torbjørn Eggen
5 Trond Sirevåg
7 Per Edmund Mordt
  - Mittelfeld

6 Per Egil Ahlsen
8 Kai Erik Herlovsen
9 Stein Gran
10 Tom Sundby
14 Egil Johansen
15 Jan Berg
  - Sturm

11 Stein Kollshaugen
13 Joar Vaadal
16 André Krogsæter
17 Arve Seland

### Judo
- Alfredo Chinchilla
Männer, Halbleichtgewicht: 14. Platz

- Frank Evensen
Männer, Leichtgewicht: 19. Platz

- Fridtjof Thoen
Männer, Halbmittelgewicht: 34. Platz

### Kanu
- Harald Amundsen
Männer, Kajak-Zweier, 1000 Meter: Halbfinale

- Finn Borchgrevink
Männer, Kajak-Vierer, 1000 Meter: Halbfinale

- Rein Gilje
Männer, Kajak-Zweier, 500 Meter: Halbfinale

- Frank Johannesen
Männer, Kajak-Vierer, 1000 Meter: Halbfinale

- Eddie Kalleklev
Männer, Kajak-Zweier, 500 Meter: Halbfinale

- Geir Kvillum
Männer, Kajak-Vierer, 1000 Meter: Halbfinale

- Wenche Lægraid
Frauen, Kajak-Vierer, 500 Meter: 6. Platz

- Kari Ofstad
Frauen, Kajak-Zweier, 500 Meter: 7. Platz
Frauen, Kajak-Vierer, 500 Meter: 6. Platz

- Einar Rasmussen
Männer, Kajak-Einer, 500 Meter: Halbfinale
Männer, Kajak-Einer, 1000 Meter: Halbfinale
Männer, Kajak-Zweier, 500 Meter: Halbfinale

- Ingeborg Rasmussen
Frauen, Kajak-Einer, 500 Meter: Halbfinale
Frauen, Kajak-Vierer, 500 Meter: 6. Platz

- Robert Rozanski
Männer, Canadier-Einer, 1000 Meter: Halbfinale

- Arne B. Sletsjøe
Männer, Kajak-Vierer, 1000 Meter: Halbfinale

- Anne Wahl
Frauen, Kajak-Zweier, 500 Meter: 7. Platz
Frauen, Kajak-Vierer, 500 Meter: 6. Platz

### Leichtathletik
- Erling Andersen
Männer, 20 Kilometer Gehen: 8. Platz
Männer, 50 Kilometer Gehen: disqualifiziert

- Grete Waitz
Frauen, Marathon: Silber

- Øyvind Dahl
Männer, Marathon: 33. Platz

- Knut Hjeltnes
Männer, Diskuswurf: 4. Platz

- Stig Roar Husby
Männer, Marathon: DNF

- Tore Johnsen
Männer, Hammerwurf: 20. Platz in der Qualifikation

- Ingrid Kristiansen
Frauen, Marathon: 4. Platz

- Reidar Lorentzen
Männer, Speerwurf: 15. Platz in der Qualifikation

- Bente Moe
Frauen, Marathon: 26. Platz

- Lars Ove Moen
Männer, 50 Kilometer Gehen: 13. Platz

- Per Erling Olsen
Männer, Speerwurf: 9. Platz

- Trond Skramstad
Männer, Zehnkampf: 17. Platz

- Trine Solberg-Hattestad
Frauen, Speerwurf: 5. Platz

### Radsport
- Rolf Morgan Hansen
Männer, 1000 Meter Zeitfahren: 11. Platz

- Dag Hopen
Männer, 100 Kilometer Mannschaftszeitfahren: 10. Platz

- Atle Kvålsvoll
Männer, Straßenrennen: 20. Platz

- Unni Larsen
Frauen, Straßenrennen: 4. Platz

- Dag Otto Lauritzen
Männer, Straßenrennen: Bronze

- Hans Petter Ødegård
Männer, Straßenrennen: DNF
Männer, 100 Kilometer Mannschaftszeitfahren: 10. Platz

- Arnstein Raunehaug
Männer, 100 Kilometer Mannschaftszeitfahren: 10. Platz

- Morten Sæther
Männer, Straßenrennen: 4. Platz
Männer, 100 Kilometer Mannschaftszeitfahren: 10. Platz

- Nina Søbye
Frauen, Straßenrennen:18. Platz

- Hege Stendahl
Frauen, Straßenrennen:19. Platz

### Reiten
- Ove Hansen
Springen, Einzel: 29. Platz

### Rhythmische Sportgymnastik
- Schirin Zorriasateiny
Frauen, Einzel: 20. Platz

### Ringen
- Morten Brekke
Männer, Federgewicht, griechisch-römisch: 2. Runde

- Klaus Mysen
Männer, Mittelgewicht, griechisch-römisch: 2. Runde

- Jon Rønningen
Männer, Fliegengewicht, griechisch-römisch: 5. Platz

- Lars Rønningen
Männer, Halbfliegengewicht, griechisch-römisch: 8. Platz

- Ronny Sigde
Männer, Bantamgewicht, griechisch-römisch: 3. Runde

### Rudern
- Lars Bjønness
Männer, Einer: Hoffnungskauf

- Lisa Scheibert
Frauen, Einer: 12. Platz

- Alf Hansen & Rolf Thorsen
Männer, Doppelzweier: 10. Platz

- Hans Magnus Grepperud & Sverre Løken
Männer, Zweier ohne Steuermann: Bronze

- Solfrid Johansen & Haldis Lenes
Frauen, Doppelzweier: 5. Platz

- Ivan Enstad, Pål Sandli, Espen Thorsen & Vetle Vinje
Männer, Doppelvierer: 8. Platz

### Schießen
- John Duus
Männer, Kleinkaliber, Dreistellungskampf: 11. Platz
Männer, Kleinkaliber, liegend: 7. Platz

- Anne Grethe Jeppesen
Frauen, Luftgewehr: 11. Platz
Frauen, Kleinkaliber, Dreistellungskampf: 5. Platz

- Siri Landsem
Frauen, Luftgewehr: 7. Platz
Frauen, Kleinkaliber, Dreistellungskampf: 17. Platz

- Rolf Lofstad
Männer, Freie Pistole: 45. Platz

- Per Erik Løkken
Männer, Luftgewehr: 25. Platz

- Kenneth Skoglund
Männer, Laufende Scheibe: 6. Platz

- Harald Stenvaag
Männer, Luftgewehr: 7. Platz
Männer, Kleinkaliber, Dreistellungskampf: 14. Platz
Männer, Kleinkaliber, liegend: 17. Platz

### Schwimmen
- Kathrine Bomstad
Frauen, 200 Meter Schmetterling: 18. Platz
Frauen, 200 Meter Lagen: 8. Platz
Frauen, 400 Meter Lagen: 8. Platz

- Arne Borgstrøm
Männer, 400 Meter Freistil: 13. Platz
Männer, 200 Meter Lagen: 14. Platz
Männer, 400 Meter Lagen: 11. Platz

- Jan-Erick Olsen
Männer, 100 Meter Brust: 21. Platz
Männer, 200 Meter Brust: 24. Platz

### Segeln
- Svein Rasmussen
Windsurfen: 11. Platz

- Per Arne Nilsen
Finn-Dinghy: 21. Platz

- Per Ferskaug & Halvor Smith
Tornado: 17. Platz

- Stein Lund Halvorsen, Børre Skui & Dag Usterud
Soling: 5. Platz

### Turnen
- Finn Gjertsen
Männer, Einzelmehrkampf: 63. Platz in der Qualifikation
Männer, Boden: 69. Platz in der Qualifikation
Männer, Pferd: 53. Platz in der Qualifikation
Männer, Barren: 61. Platz in der Qualifikation
Männer, Reck: 64. Platz in der Qualifikation
Männer, Ringe: 57. Platz in der Qualifikation
Männer, Seitpferd: 43. Platz in der Qualifikation

### Wasserspringen
- Tine Tollan
Frauen, Kunstspringen: 13. Platz in der Qualifikation
Frauen, Turmspringen: 11. Platz

- Jon Grunde Vegard
Männer, Kunstspringen: 14. Platz in der Qualifikation
Männer, Turmspringen: 12. Platz